# 2018-as labdarúgó-világbajnokság-selejtező (AFC – 1. forduló)
A 2018-as labdarúgó-világbajnokság ázsiai selejtezőjének 1. fordulójának mérkőzéseit tartalmazó lapja.

## Lebonyolítás
Az első fordulóban a 12 legalacsonyabban rangsorolt válogatott vett részt. Hat párosítást sorsoltak, a csapatok oda-visszavágós rendszerben mérkőztek meg. A párosítások győztesei jutottak tovább a második fordulóba.

## Sorsolás
A csapatokat két kalapba osztották. Az „A kalapba” a rangsor 35–40. helyezettjei, a „B kalapba” a 41-46. helyezettjei kerültek. A rangsor alapja a 2015 januári FIFA-világranglista volt. Az első forduló sorsolását 2015. február 10-én, 15:30-tól (MYT, UTC+8) tartották Kuala Lumpurban, Malajziában.
| A kalap | B kalap                                                                                                  |
| --- | --- |
| 1. India (171.) 2. Srí Lanka (172.) 3. Jemen (176.) 4. Kambodzsa (179.) 5. Tajvan (182.) 6. Kelet-Timor (185.) | 1. Nepál (186.) 2. Makaó (186.) 3. Pakisztán (188.) 4. Mongólia (194.) 5. Brunei (198.) 6. Bhután (209.) |

## Párosítások
| 1. csapat   | Össz.Tooltip Aggregate score | 2. csapat | 1. mérk. | 2. mérk. |
| ----------- | ---------------------------- | --------- | -------- | -------- |
| India       | 2–0                          | Nepál     | 2–0      | 0–0      |
| Jemen       | 3–1                          | Pakisztán | 3–1      | 0–0      |
| Kelet-Timor | 5–1                          | Mongólia  | 4–1      | 1–0      |
| Kambodzsa   | 4–1                          | Makaó     | 3–0      | 1–1      |
| Tajvan      | 2–1                          | Brunei    | 0–1      | 2–0      |
| Srí Lanka   | 1–3                          | Bhután    | 0–1      | 1–2      |

## Mérkőzések
Az első mérkőzéseket 2015. március 12-én, a visszavágókat március 17-én játszották. A kezdési időpontok helyi idő szerint értendők.
| 2015. március 12. 19:00 (UTC+5:30) |

| India           | 2–0               | Nepál |
| --------------- | ----------------- | ----- |
| Chhetri 53' 71' | (0–0) Jegyzőkönyv |       |

| Indira Gandhi Athletic Stadium, Guwahati Nézőszám: 11 200 Játékvezető: Aziz Asimov (üzbegisztáni) |

| 2015. március 12. 15:30 (UTC+5:45) |

| Nepál | 0–0         | India |
| ----- | ----------- | ----- |
|       | Jegyzőkönyv |       |

| Dasarath Rangasala Stadium, Kathmandu Nézőszám: 10 500 Játékvezető: Khamis Al Marri (katari) |

- India 2–0-s összesítéssel jutott tovább a második fordulóba.

| 2015. március 12. 18:30 (UTC+3) |

| Jemen                                | 3–1               | Pakisztán             |
| ------------------------------------ | ----------------- | --------------------- |
| Al-Matari 3' Boqshan 57' Al-Sasi 69' | (1–0) Jegyzőkönyv | Bashir 67' (11-esből) |

| Grand Hamad Stadium, Doha (Katar) Nézőszám: 300 Játékvezető: Mohammad Abu Loum (jordán) |

| 2015. március 23. 18:30 (UTC+3) |

| Pakisztán | 0–0         | Jemen |
| --------- | ----------- | ----- |
|           | Jegyzőkönyv |       |

| Khalifa Sports City Stadium, Isa Town (Bahrein) Nézőszám: 2200 Játékvezető: Ali Sabah Adday Al-Qaysi (iraki) |

- Jemen 3–1-es összesítéssel jutott tovább a második fordulóba.

| 2015. március 12. 16:00 (UTC+9) |

| Kelet-Timor                            | 4–1               | Mongólia        |
| -------------------------------------- | ----------------- | --------------- |
| Quito 4' 7' Rodrigo Silva 84' Neto 85' | (2–0) Jegyzőkönyv | Batmönkhiin 87' |

| National Stadium, Dili Nézőszám: 9000 Játékvezető: Sivakorn Pu-Udom (thaiföldi) |

| 2015. március 17. 16:00 (UTC+8) |

| Mongólia | 0–1               | Kelet-Timor |
| -------- | ----------------- | ----------- |
|          | (0–1) Jegyzőkönyv | Fabiano 9'  |

| MFF Football Centre, Ulánbátor Nézőszám: 5000 Játékvezető: Wang Di (kínai) |

- Kelet-Timor 5–1-es összesítéssel jutott tovább a második fordulóba.

| 2015. március 12. 16:00 (UTC+7) |

| Kambodzsa                        | 3–0               | Makaó |
| -------------------------------- | ----------------- | ----- |
| Vathanaka 64' 81' Laboravy 90+4' | (0–0) Jegyzőkönyv |       |

| Army Stadium, Phnom Penh Nézőszám: 8000 Játékvezető: Ho Wai Sing (hongkongi) |

| 2015. március 17. 20:00 (UTC+8) |

| Makaó                        | 1–1               | Kambodzsa |
| ---------------------------- | ----------------- | --------- |
| Leong Ka Hang 52' (11-esből) | (0–1) Jegyzőkönyv | Bin 28'   |

| Estádio Campo Desportivo, Taipa Nézőszám: 1000 Játékvezető: Yaqoob Abdul Baki (ománi) |

- Kambodzsa 4–1-es összesítéssel jutott tovább a második fordulóba.

| 2015. március 12. 19:00 (UTC+8) |

| Tajvan | 0–1               | Brunei  |
| ------ | ----------------- | ------- |
|        | (0–1) Jegyzőkönyv | Adi 36' |

| National Stadium, Kaohsiung Nézőszám: 6273 Játékvezető: Rowan Arumughan (indiai) |

| 2015. március 17. 20:15 (UTC+8) |

| Brunei | 0–2               | Tajvan                      |
| ------ | ----------------- | --------------------------- |
|        | (0–1) Jegyzőkönyv | Wang Ruei 37' Chu En-Le 53' |

| Sultan Hassanal Bolkiah Stadium, Bandar Seri Begawan Játékvezető: Turki Alkhudhayr (Szaúd-arábiai) |

- Tajvan 2–1-es összesítéssel jutott tovább a második fordulóba.

| 2015. március 12. 15:00 (UTC+5:30) |

| Srí Lanka | 0–1               | Bhután       |
| --------- | ----------------- | ------------ |
|           | (0–0) Jegyzőkönyv | T. Dorji 84' |

| Sugathadasa Stadium, Colombo Nézőszám: 3500 Játékvezető: Fu Ming (kínai) |

| 2015. március 17. 16:00 (UTC+6) |

| Bhután              | 2–1               | Srí Lanka  |
| ------------------- | ----------------- | ---------- |
| C. Gyeltshen 5' 90' | (1–1) Jegyzőkönyv | Zarwan 35' |

| Changlimithang Stadium, Thimphu Nézőszám: 15 000 Játékvezető: Marai Al Awaji (Szaúd-arábiai) |

- Bhután 3–1-es összesítéssel jutott tovább a második fordulóba.